# Kościół św. Józefa Rzemieślnika w Strzebielewie
Kościół św. Józefa Rzemieślnika w Strzebielewie – katolicki kościół filialny zlokalizowany we wsi Strzebielewo w gminie Dolice, w powiecie stargardzkim (województwo zachodniopomorskie). Jest filią parafii Zwiastowania Pańskiego w Witkowie.

## Historia i architektura
Kościół, murowany z kamienia i cegły, został wzniesiony pod koniec XV wieku. Jest to budowla salowa, bezwieżowa, utrzymana w późnogotyckim stylu. Szczyt wschodni zdobiony jest ostrołukowymi blendami i kolistymi niszami oraz zwieńczony sterczynami. Okna posiadają nietypowy dla budowli gotyckich prostokątny kształt i obwiedzione są opaskami. Szczyt zachodni murowany jest z kamienia. W elewacji zachodniej znajduje się ostrołukowy, dwuuskokowy portal. Drugi portal, umieszczony w ostrołukowej wnęce, znajduje się w ścianie południowej. Do ściany północnej dostawiona jest współczesna zakrystia.
Wewnątrz kościoła, od strony zachodniej, umieszczona jest drewniana empora muzyczna. Zachował się XVIII-wieczny ołtarz, pierwotnie ambonowy. W prezbiterium umieszczona jest nisza pełniąca funkcję sakrarium, zamykana drzwiczkami malowanymi temperą. Na przykościelnej dzwonnicy zawieszone są dwa brązowe dzwony, z 1488 i 1606 roku. W 1992 roku wstawiono do kościoła nowe drzwi i ławki, wymieniono też strop.
Po II wojnie światowej kościół został konsekrowany jako świątynia katolicka w 1948 roku.